# World in Flames
World in Flames è un wargame strategico progettato da Harry Rowland e pubblicato nel 1985 da Australian Design Group.
Si tratta di un titolo che ripropone gli scenari della seconda guerra mondiale su scala planetaria, iniziando dall'invasione della Polonia da parte dei tedeschi. Nel 1985 ha vinto il premio Premio Charles Roberts come miglior gioco ambientato nel XX secolo.
Il gioco utilizza una mappa esagonale che rappresenta l'intero pianeta e migliaia di pedine. Il manuale è piuttosto corposo; come molti giochi di questo genere, World in Flames è dunque adatto a giocatori esperti e non casuali.

## Forze in campo
Il numero di giocatori varia da un minimo di 2 (uno per l'Asse ed uno per gli Alleati), ad un massimo di 6, dove ogni giocatore manovra le forze di una delle potenze mondiali che presero parte al conflitto: Germania, Giappone ed Italia per l'Asse, Francia, Commonwealth, Cina, Stati Uniti ed Unione Sovietica per gli Alleati; le unità francesi vengono mosse dallo stesso giocatore dell'URSS, mentre le truppe cinesi da quello che muove anche le truppe statunitensi. È interessante notare come questo sia uno dei rari giochi sulla seconda guerra mondiale dove l'Italia è rappresentata come nazione a sé stante, con le proprie forze armate ed indipendenza di movimento, e non come semplice appendice della Germania.

## Dinamica di gioco
Come molti altri giochi dello stesso tipo, World in Flames (conosciuto dagli appassionati come WiF) si divide in turni. Ogni turno rappresenta 2 mesi in termini di tempo, gennaio-febbraio, marzo-aprile, e così via. La caratteristica principale è però la divisione del turno in impulsi. Ognuna delle due fazioni (asse o alleati) gioca il proprio impulso, alla fine del quale viene lanciato il dado per verificare se il turno ha termine o no. Se non termina, l'altra fazione gioca il proprio impulso. Il valore del dado per la verifica della fine del turno aumenta all'aumentare del numero di impulsi, ma senza mai raggiungere il valore massimo del dado. Il che significa che un turno può durare un numero indefinito di impulsi, se ad ogni lancio non si raggiunge mai il valore di fine turno (il massimo è 8 su un dado da 10 facce). Il valore inoltre può aumentare più o meno rapidamente a seconda del turno di gioco. Nei turni del mesi estivi, quando il tempo è bello e si muovono più truppe, si ha un numero maggiore di impulsi.

## Mappe
Vi sono 4 mappe principali: Europa occidentale, Europa orientale, Asia e Pacifico. Vi è inoltre una minimappa delle Americhe ed una tabella con le sezioni per i turni di gioco, gli anni di gioco, gli impulsi e l'iniziativa. Su ogni mappa, ovviamente ad esagoni, sono evidenziate 6 aree che rappresentano 6 differenti tempi atmosferici possibili, determinati dal lancio di un dado. È possibile anche giocare con una mappa dell'Africa ed una minimappa della Scandinavia (sono comunque mappe opzionali).

## Unità
Le unità si dividono in 3 gruppi principali: terrestri (divise a loro volta in fanterie, truppe corazzate, motorizzate, meccanizzate, paracadutisti, ecc), aerei (divise in caccia, bombardieri ed aeronavali) e navali (divise in unità di superficie, portaerei, trasporti, convogli, sottomarini, ecc). I movimenti delle unità terrestri sulla mappa esagonale dipendono, oltre che dal fattore di movimento delle stesse, dal tipo di terreno (che può essere pianura, foresta, montagna, ecc.) e dal tempo atmosferico (sereno, pioggia, tempesta, neve, ecc.). Il tempo influisce anche sui combattimenti e sui bombardamenti, sia aerei che navali.

## Produzione
Una delle caratteristiche principali del gioco è la produzione. Sulla mappa sono indicate le risorse, che rappresentano miniere o pozzi petroliferi. Tali risorse devono essere trasportate (via ferrovia su terra o via convoglio su mare) verso le fabbriche, anch'esse indicate sulla mappa, per dare luogo ai punti produzione. Tali punti sono moltiplicati per il fattore produzione della nazione, che varia di anno in anno e dipende se la nazione è in guerra o meno e se ha truppe nemiche sul proprio territorio o meno. Il risultato sono i build points, cioè quelli che il giocatore può spendere per produrre le sue unità da guerra. Ogni pedina ha sul retro il costo di produzione ed il numero di turni necessario prima della sua realizzazione. All'inizio di ogni turno di gioco infatti c'è la fase di rinforzo, che consiste nel prendere le truppe prodotte in precedenza e piazzarle sulla mappa. Il giocatore poi muoverà le truppe verso le zone del fronte.

## Espansioni
Del gioco sono state realizzate numerose espansioni che introducono nuovi dettagli nella simulazione degli scontri aerei, navali e terrestri.

## Days of Decision
Days of Decision, conosciuto dai fan semplicemente come DoD, è l'espansione più famosa, ed è giocabile anche come gioco a sé stante, anche se viene giocato assieme a World in Flames (la prima edizione è un preludio che simula gli anni 1936-1939, mentre la II e la III si giocano in parallelo a World in Flames). Si tratta di una gioco di strategia politico-militare, durante il quale ognuna delle nazioni cerca di instaurare un predominio politico maggiore rispetto alle altre. Vi sono una gran varietà di scelte politiche da poter giocare (alleanze con grandi potenze o nazioni minori, accordi economici, colpi di stato, dichiarazioni di guerra, ecc), alcune comuni a tutti, altre esclusive di ogni singola potenza. La rimilitarizzazione della Renania e le purghe staliniane sono, rispettivamente, esclusive della Germania e dell'Urss. DoD inoltre ha un'ulteriore mappa, non geografica ma politica, dove le nazioni minori vengono mosse a seconda dell'influenza che subiscono nelle varie scelte politiche.
Rispetto a World in Flames, Days of Decision introduce una nuova fazione politica, il comunismo. Se in World in Flames le forze in gioco erano divise in asse e alleati, con Days of Decision ve ne sono tre: democratici (Usa, Commonwealth, Francia e Cina nazionalista), fascisti (Germania, Italia e Giappone) e comunisti (Urss e Cina comunista). Le nazioni minori possono quindi cambiare schieramento politico ed essere manovrate di conseguenza.

## Patton in Flames
Patton in Flames (PatiF) è l'espansione su una possibile terza guerra mondiale, che contrappone la Nato al Patto di Varsavia. Giocabile a sé stante o con WiF, ha due scenari: uno a partire dal 1945 (cioè poco prima della resa della Germania nazista) ed una seconda a partire dal 1948.

## America in Flames
Espansione su un'ipotetica invasione degli Stati Uniti ed altri paesi delle Americhe da parte delle forze dell'Asse. Anche questa espansione è giocabile come gioco a sé stante o con World in Flames. Comprende due mappe delle Americhe, in scala molto maggiore della minimappa in dotazione a World in Flames.

## Fatal Alliance
Questa espansione rappresenta la possibilità di giocare la prima guerra mondiale. Ha una sua minimappa dell'Europa centrale con i confini del 1914, e proprie pedine. Le modalità di rifornimento e combattimento sono ovviamente diverse, e riflettono la grande staticità del conflitto. Inoltre introduce un punteggio di morale, diverso per ogni nazione, che indica la forza morale della popolazione di ogni stato in guerra. Tale espansione è però disponibile solo per la versione 5 di World in Flames.
Nel 2015 è stata pubblicata la nuova versione del gioco, che, a differenza della prima, non è un'espansione di World in Flames e non necessita di questa per poter essere giocata: si tratta di un nuovo gioco, totalmente a sé stante.

## Collector's Edition
Nel 2017 è uscita la nuova edizione del gioco, denominata Collector's Edition. Gli autori hanno apportato una completa revisione del materiale di gioco, ma la novità principale è che le mappe non sono più in cartole leggero arrotolabile, ma in cartone rigido di alto spessore, in linea con i moderni giochi da tavolo. Questo ha portato il gioco a entrare nel Guinness dei primati come Il più grande gioco da tavolo disponibile in commercio (largest board game commercial available).